# LIVE;(THIS IS THE)BASE BALL BEAR. NIPPON BUDOUKAN 2010.01.03
『LIVE;(THIS IS THE)BASE BALL BEAR. NIPPON BUDOUKAN 2010.01.03』（ライブ ディス イズ ザ ベース ボール ベアー ニッポン ブドウカン 2010.01.03）はBase Ball Bearの1枚目のライブDVD。また、2022年に本作を音源化しリリースされた配信限定ライブ・アルバム。

## 解説
- バンド初のライブDVD。
- 2010年1月3日に行われたバンド初の日本武道館公演の模様を映像化したもの。
- ライブアルバム『1235』と同時発売。
- 初回生産限定特典は「目で見る!オーディオコメンタリー・ブックレット付スペシャル・パッケージ仕様」と「日比谷野外大音楽堂」の先行予約情報封入。

## 収録曲

### DISC-1
1. Opening
2. ドラマチック[1]
3. SOSOS
4. YUME is VISION
5. changes
6. LOVE LETTER FROM HEART BEAT
7. ヘヴンズドアー・ガールズ
8. つよがり少女[1]
9. 4D界隈[1]
10. ホワイトワイライト
11. GIRL OF ARMS
12. WINK SNIPER[1]
13. SIMAITAI
14. SAYONARA-NOSTALGIA
15. BREEEEZE GIRL
16. Stairway Generation
17. 海になりたいpart.2
18. CRAZY FOR YOUの季節
19. LOVE MATHEMATICS
20. ELECTRIC SUMMER[1]

### DISC-2
1. 夕方ジェネレーション（Encore）
2. BOY MEETS GIRL（Encore）
3. 祭りのあと（Double Encore）
4. 海になりたい
  - 日本武道館公演の翌日に下北沢GARAGEで行われたライブ「GARAGEのKOIDEさんNIGHT2」での映像。